# Gare des Milles
La gare des Milles est une gare ferroviaire française de la ligne de Rognac à Aix-en-Provence, située sur le territoire de la commune des Milles dans le département des Bouches-du-Rhône en région Provence-Alpes-Côte d'Azur.
Elle est mise en service en 1856 par la  Compagnie du chemin de fer de Lyon à la Méditerranée (LM) et fermée au service des voyageurs dans la 2e moitié du XXe siècle. Son bâtiment voyageurs, désaffecté du service ferroviaire, est utilisé par des associations.
À proximité l'arrêt de bus « Gare des Milles » dessert notamment le site mémorial du camp des Milles.

## Situation ferroviaire
Établie à 116 mètres d'altitude, la gare des Milles est située au point kilométrique (PK) 18,556 de la ligne de Rognac à Aix-en-Provence, entre les gares de Saint-Pons (Bouches-du-Rhône) (fermée) et d'Aix-en-Provence.

## Histoire
La station des Milles est mise en service le 10 octobre 1856 par la Compagnie du chemin de fer de Lyon à la Méditerranée, lorsqu'elle ouvre à l'exploitation la ligne de Rognac à Aix, embranchement de la ligne d'Avignon à Marseille.
Le 30 mai 1883 un projet, approuvé par décret, de construction d'une gare de marchandises de petite vitesse est estimé à 237 000 francs.
En 1886 il est projeté d'établir un embranchement particulier pour la desserte de l'établissement de la Société des tuileries et briqueteries de la Méditerranée.
En 1911, c'est une gare de la Compagnie des chemins de fer de Paris à Lyon et à la Méditerranée (PLM), ouverte à l'expédition et à la réception des dépêches privées et aux services complets de la grande vitesse (GV) et de la petite vitesse (PV), à l'exclusion des chevaux chargés dans des wagons-écuries s'ouvrant en bout et des voitures à 4 roues, à deux fonds et à deux banquettes dans l'intérieur, omnibus, diligences, etc,,. Elle est située sur la ligne de Rognac à Aix entre la halte de Saint-Pons (Bouches-du-Rhône) et les gares d'Aix (GV) et Aix (PV).
À partir du mois de septembre 1939, la gare servit pour le débarquement des personnes internées dans le camp créé dans l'ancienne tuilerie des Milles. D'août à septembre 1942 plus de 2000 Juifs de la région, arrêtés par les autorités de Vichy, vont y être enfermés puis déportés vers le camp d'Auschwitz, via le camp de Drancy, par des trains composés de wagons à bestiaux. 
Elle est fermée aux services des voyageurs et du fret mais reste ouverte pour l'infrastructure.

## Patrimoine ferroviaire

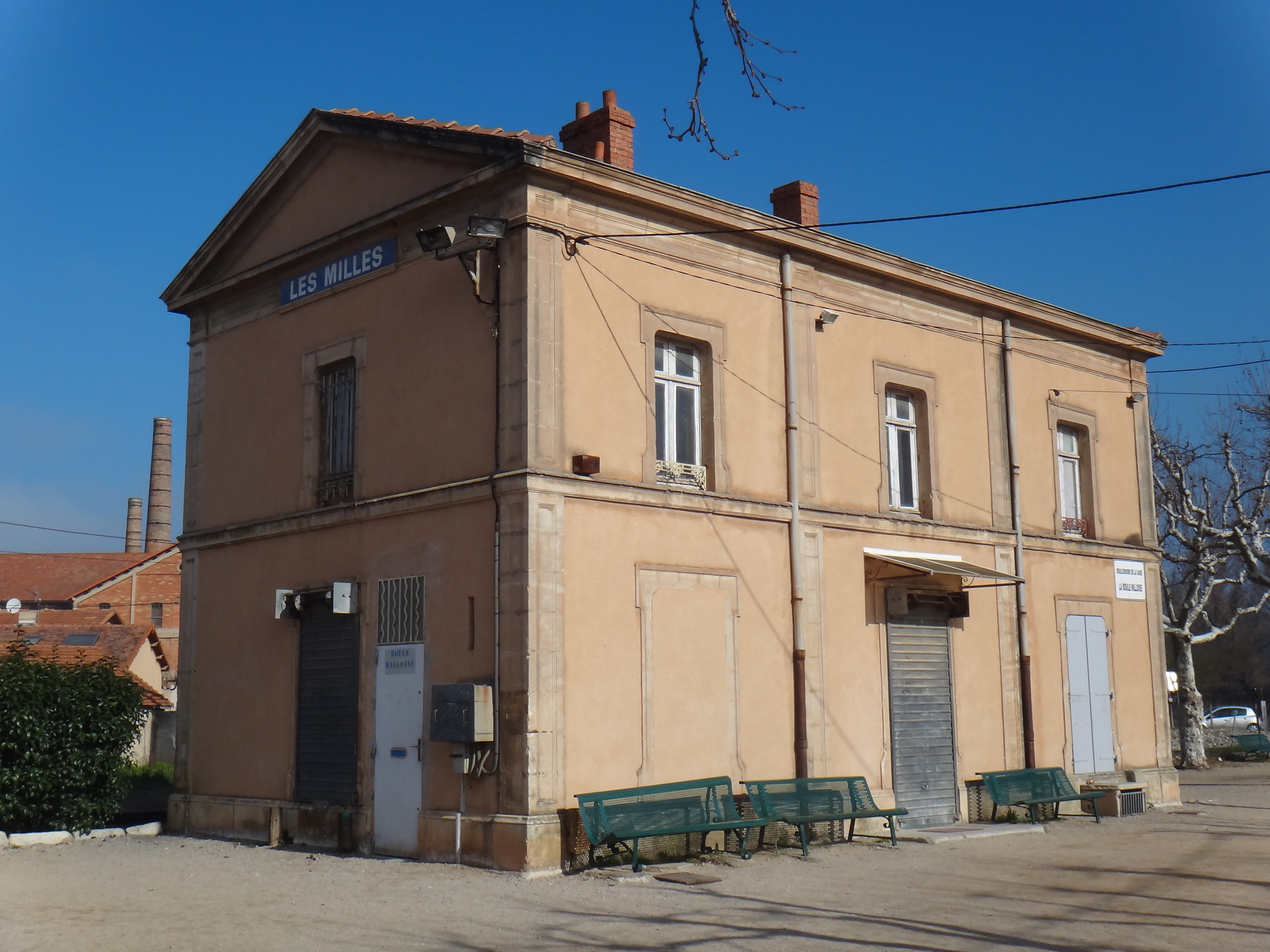
La gare devenue siège d'association .
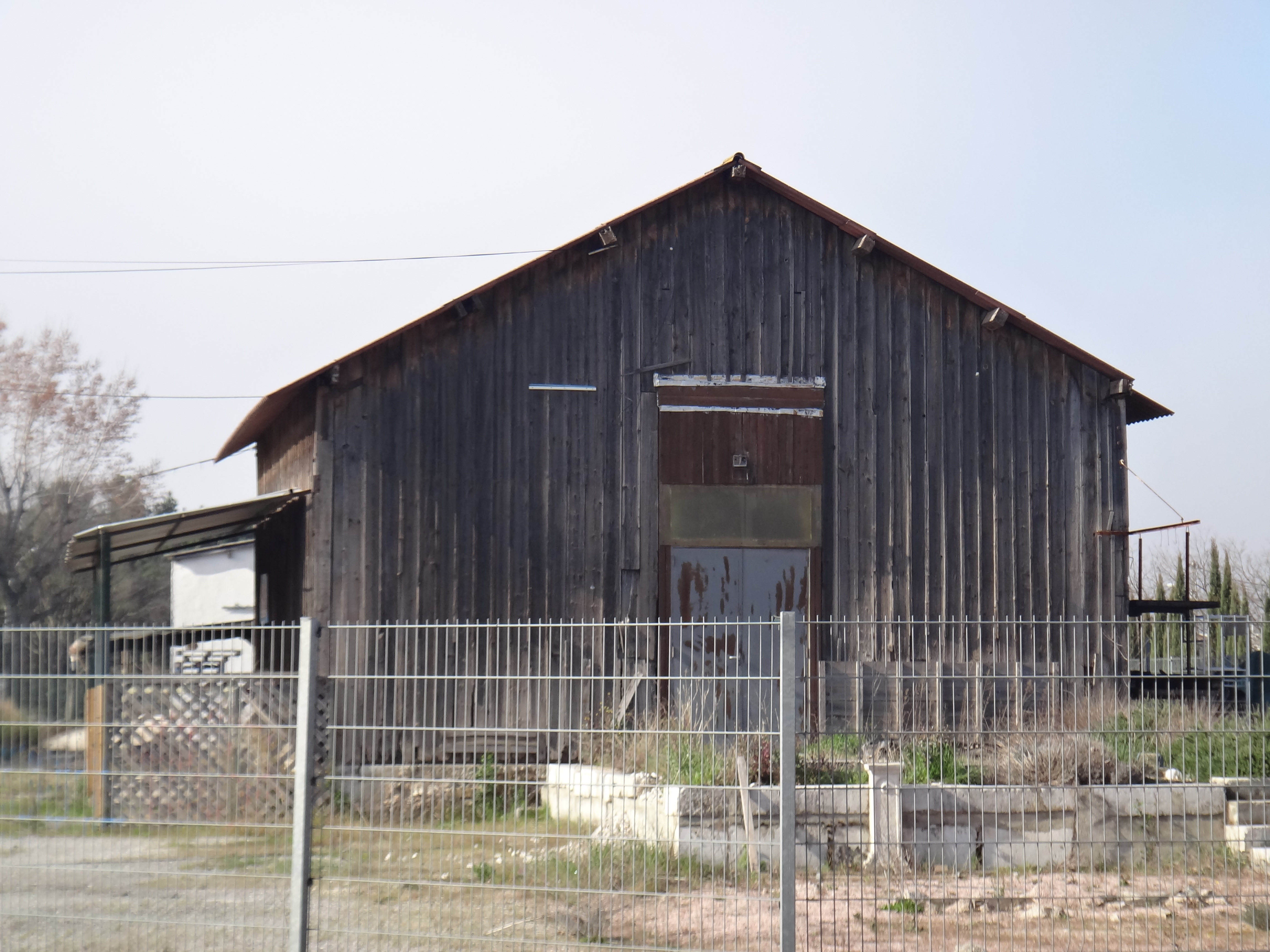
L'ancien bâtiment marchandises .

## Gare des Milles arrêt de bus
Un arrêt de bus dénommé « Gare des Milles », situé près du passage à niveau, desservi par des bus, notamment de la ligne 4, permet de rejoindre le site mémorial du camp des Milles ouvert en 2014« Camp des Milles : accès », sur Camp des Milles (consulté le 29 mars 2016).